# Stazione di Allerona-Castel Viscardo
La stazione di Allerona-Castel Viscardo si trova sulla linea lenta Firenze-Roma nel tratto fra Fabro ed Orvieto ed è situata nel centro di Allerona Scalo, frazione del comune di Allerona.

## Storia
La stazione fu attivata nel 1881.

## Strutture e impianti
Dispone di due banchine e di quattro binari, di cui solo due passanti per il servizio passeggeri.
Al 1º binario, dal quale partiva un raccordo (oggi disarmato) per la zona di carico delle pietre di basalto provenienti dalle cave dell'altopiano dell'Alfina, è presente una sala d'attesa all'interno della palazzina originaria che formava il corpo della stazione, al cui primo piano oggi trovano sede alcune associazioni onlus.
Il 2º binario (per Firenze) e il 3° (per Roma) sono gli unici a disporre, dal febbraio 2009, di una piccola pensilina. Inoltre questi due binari sono raggiungibili tramite un sottopassaggio che collega piazza Fratelli Bandiera con via dello Scalo Merci, fungendo quindi anche da collegamento pedonale tra la parte alta e il centro di Allerona Scalo, divisi dalla linea ferroviaria.
Un quarto binario, che serviva come carico e scarico merci per la antistante fornace, ha un piano caricatore, oggi abbandonato; questo binario, attualmente l'unico non elettrificato, è spesso usato come ricovero per i mezzi manutentivi della linea.
Il fabbricato viaggiatori, che fino ai primi del 2000 ospitava anche una biglietteria oltre ad un punto di controllo per gli scambi (ora abbattuto), ad oggi ha solo una piccola sala d'attesa dotata di panchina, obliteratrice, tabella oraria e monitor indicatore dei treni in arrivo e in partenza. Vi è un'altra obliteratrice, entrata in funzione all'inizio del 2012, sotto la pensilina situata tra il 2º e il 3º binario.
La stazione è priva di biglietterie; il servizio di rivendita biglietti è disponibile nell'unica tabaccheria in paese.
Un tempo molto usata dagli abitanti dei borghi limitrofi, dagli anni 1990 la stazione ha visto una notevole diminuzione di traffico, fino all'attuale scarsità di treni regionali che vi si fermano, concentrati in tre coppie di treni nella prima mattinata e due soli treni per Firenze nella tarda serata, visti i pochi utenti che sfruttano la stazione.
Nel primo pomeriggio, vi fermano solo due treni come servizio scolastico.

## Origine del nome
La stazione serve sia il comune di Allerona, nel quale sorge, sia il vicino comune di Castel Viscardo, confinante con Allerona Scalo.

## Servizi
La stazione è classificata da RFI nella categoria bronze.
La stazione dispone di:
- Parcheggio di scambio (piazza Fratelli Bandiera)
- Sottopassaggio
- Rampa per portatori di handicap